# Kusunoki Masatsura
Kusunoki Masatsura est un nom japonais traditionnel ; le nom de famille (ou le nom d'école), Kusunoki, précède donc le prénom (ou le nom d'artiste).
Kusunoki Masatsura (楠木 正行, 1326-4 février 1348), avec son père Masashige et son frère Kusunoki Masanori, est un partisan de la cour du Sud durant les guerres de l'époque Nanboku-chō.
Masatsura est un des principaux chefs militaires qui restaurent la cour du Sud dans les années 1340. Pendant trois ans, la cour a peu, voire pas de ressources. Sa stratégie est trop concentrée sur la protection de sa base à Yoshino au détriment de la recherche d'alliés, de terres ou de rentrées d'argent. La famille Kusunoki, et Masatsura en particulier, combattent pour l'obtention du pouvoir et le soutien à l'empereur. En 1347, Masatsura lance une attaque contre les sympathisants du bakufu (shogunat) dans la province de Kii qui finit par attirer des soutiens de Kii, comme des provinces d'Izumi et de Settsu. Quand la cour du Nord du shogun envoie Hosokawa Akiuji pour l'arrêter, Masatsura rencontre Hosokawa et le défait à la bataille de Sakainoura.
Après plusieurs autres campagnes contre le bakufu, Masatsura est tué à la bataille de Shijōnawate en février 1348 à l'âge de vingt-deux ans. Avant de mourir, il compose un poème d'adieu :
帰へらじと

兼ねて思へば

梓弓

亡き数に入る

名をぞとどむる

Kaeraji to

kanete omoeba

azusayumi

nakikazu ni iru

na wo zotodomuru

J'ai le sentiment

que je ne reviendrai pas,

aussi parmi les noms

de ceux qui meurent sous les flèches

j'inscris le mien.
Son kami est vénéré au Shijōnawate-jinja de Shijōnawate à Osaka.